# Elips (drag queer)
Pour les articles homonymes, voir ELIPS.
Elips, nom de drag d'Ely Méchain, est une artiste drag queer française.

## Biographie
Née à Saint-Jean-d'Angély, Elips commence à porter des tenues féminines alors qu'elle n'est encore que petit garçon. Les moqueries subies au collège lui font renoncer un temps à s'habiller comme elle le souhaite, et elle module aussi sa voix et son attitude afin d'avoir l'air plus masculine, mais ses longs cheveux la font régulièrement passer pour une fille.
Elle continue à développer un attrait pour le déguisement, d'abord à Halloween et Mardi Gras, puis, au lycée, s'intéresse au maquillage, à la création de costumes et à l'art de la mise en scène.
À 16 ans, Elips rencontre un garçon sur l'application de rencontre Zagay. Comme son petit ami appelle régulièrement au domicile d'Elips, sa famille comprend alors son homosexualité, information qu'elle n'était pas alors prête à partager. Elips fait ainsi son coming out trois ans plus tard auprès de ses amis.
À 18 ans, elle déménage à Bordeaux pour suivre des études d'arts plastiques, se destinant aux métiers de dessinateur, styliste ou comédien de théâtre.
Elips utilise indifféremment les pronoms il, iel et elle.

## Drag

### Histoire
À 18 ans, Elips découvre le drag lors de la diffusion de RuPaul's Drag Race sur Netflix. La Maison éclose, qui organise des viewing party de l'émission, invite régulièrement Elips à se produire sur scène. Ces viewing party permettent la réémergence d'une scène drag bordelaise, toutefois freinée par l'absence de lieu LGBTQIA+, les rares lieux queers de la ville étant spécifiquement gays. Elips fonde ensuite sa propre house, la Lips, surnommée la Familips.
En 2019, une fois son master d'art plastique obtenu, elle décide de se consacrer au drag, alors sur son temps libre, tout en gardant son job étudiant dans la vente de glaces afin de continuer à avoir des revenus. Avec la Familips et des associations bordelaises, elle travaille à un modèle économique pérenne pour le drag. Elle se produit non seulement sur la scène bordelaise, mais aussi à Toulouse, Lyon et Paris.
Elle finit troisième de la saison 1 du Drag Contest et remporte les Drag Games en octobre 2021. La même année, elle est une des figures de la marche des fiertés de Bordeaux.

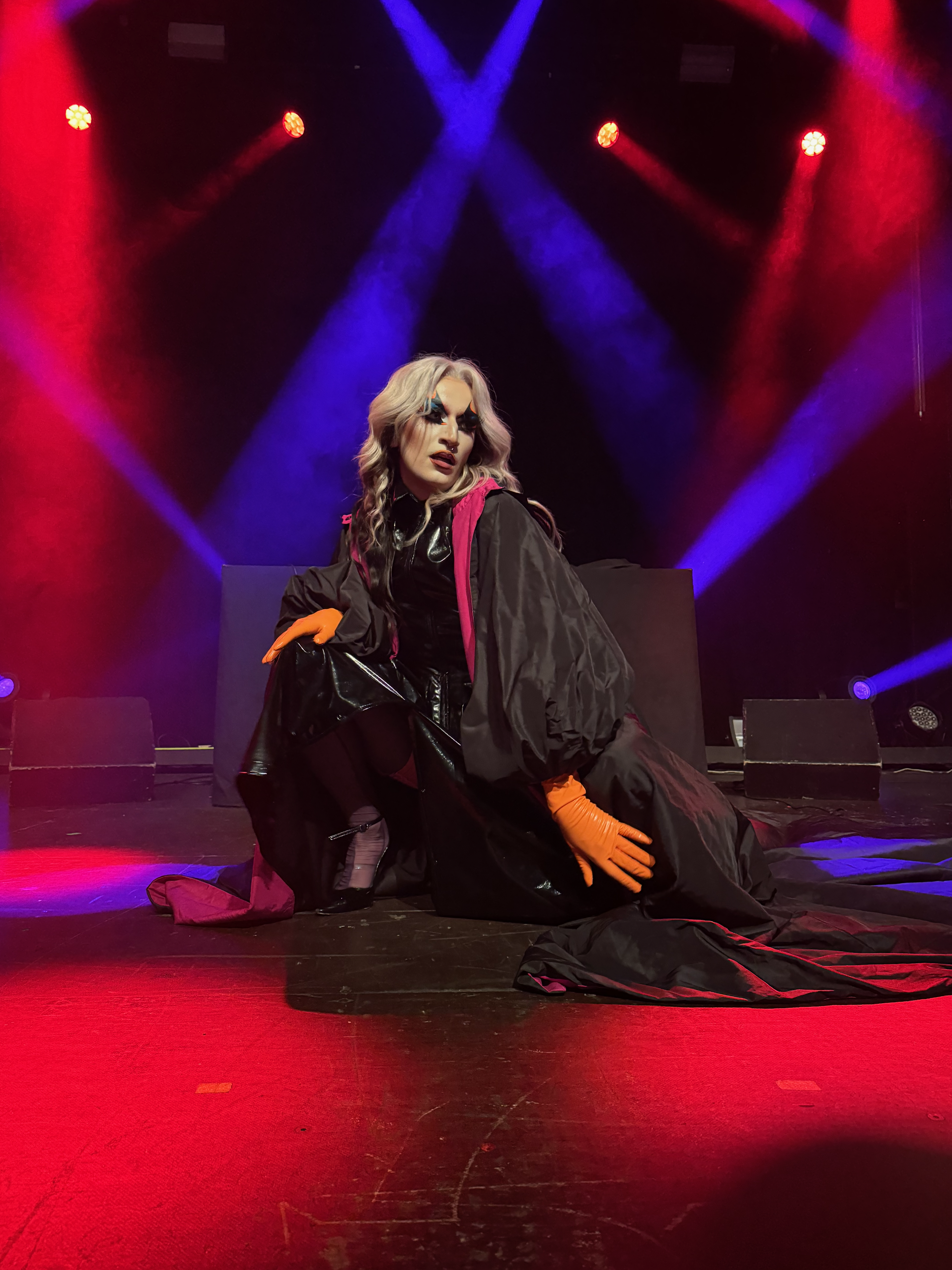
Elips durant la Pride Night au Rockstore de Montpellier, juin 2025

En 2021, elle quitte son travail alimentaire lorsqu’elle apprend qu'elle est sélectionnée pour la première saison de Drag Race France. Cette expérience est difficile pour elle. En effet, elle découvre l'univers de la télévision et entre dans un groupe où elle ne connaît personne, tandis que d'autres, travaillant sur Paris, ont déjà noué des relations entre elles ou acquis de la notoriété, comme Kam Hugh et La Grande Dame. Sa prestation est remarquée, notamment son snatch game où elle incarne Chantal Ladesou et sa tenue inspirée de Jean-Paul Gaultier, qui a été très appréciée du couturier,. Elle y gagne le titre de miss Sympathie ainsi qu'une reconnaissance d'avoir montré le drag bordelais à la France et à l'international. Après son passage de l'émission, Elips peut vivre du drag.

### Style
Son drag, de style drag queer, est volontairement androgyne ; Elips fait ainsi le choix de garder sur scène ses cheveux rasés, sans perruque,. Elips utilise son art pour faire passer des messages politiques.
Ses inspirations sont les artistes Elsa Schiaparelli, Clara Luciani, Madonna, Annie Lennox, Florence and the Machine, Juliette Armanet, David Bowie, Elton John, Marlene Dietrich et Charlize Theron ainsi que la série Love, Death and Robots et les films Tomboy, Blade Runner 2049, The Neon Demon et Le Labyrinthe de Pan.

## Filmographie
- OUT, Estelle Carbonneau, documentaire, 2023[7]

## Spectacles
- Tournée de la saison 1 de Drag Race France
- Like a Prayer, Bordeaux, 2024[8]